# باب و کارول و تد و آلیس
باب و کارول و تد و آلیس (انگلیسی: Bob & Carol & Ted & Alice) فیلمی در ژانر کمدی-درام به کارگردانی پل مازورسکی است که در سال ۱۹۶۹ منتشر شد. این فیلم در سال ۱۹۷۰ نامزد دریافت چهار جایزه اسکار شد؛ بهترین فیلمنامه پل مازورسکی و لری تاکر، بهترین فیلم‌برداری و بهترین بازیگر نقش مکمل مرد و زن.

## بازیگران
- ناتالی وود
- الیوت گولد
- رابرت کالپ
- دیان کنون